# آتسوما، هوکایدو
آتسوما، هوکایدو (به لاتین: Atsuma, Hokkaido) یک منطقهٔ مسکونی در ژاپن است که در Iburi Subprefecture واقع شده‌است. آتسوما  ۴٬۹۵۹ نفر جمعیت دارد.